# 25358 Boskovice
25358 Boskovice este un asteroid din centura principală de asteroizi.

## Descriere
25358 Boskovice este un asteroid din centura principală de asteroizi. A fost descoperit pe 2 octombrie 1999 la Observatorul din Ondřejov de Lenka Šarounová. Asteroidul prezintă o orbită caracterizată de o semiaxă mare de 2,33 ua, o excentricitate de 0,15 și o înclinație de 3,6° în raport cu ecliptica.